# کد حمل اثبات
کد حمل اثبات ( PCC ) مکانیزم نرم‌افزاری است که به سیستم میزبان اجازه می‌دهد تا ویژگی‌های یک برنامه را از طریق یک مدرک رسمی که کد اجرایی برنامه را همراهی می‌کند تأیید کند. سیستم میزبان می‌تواند به سرعت اعتبار اثبات را تأیید کند، و می‌تواند نتایج اثبات را با خط‌مشی امنیتی خود مقایسه کند تا مشخص کند آیا اجرای برنامه امن است یا خیر. این می تواند به ویژه در تضمین ایمنی حافظه مفید باشد (یعنی جلوگیری از مسائلی مانند سرریز بافر ).
کد حمل اثبات در اصل در سال 1996 توسط جورج نکولا و پیتر لی توصیف شد.

### مثال فیلتر بسته
انتشار اولیه در مورد کد حمل اثباتی در سال 1996  از فیلترهای بسته به عنوان مثال استفاده کرد: یک برنامه کاربردی حالت کاربر تابعی را که در کد ماشین نوشته شده است به هسته تحویل می دهد که تعیین می کند آیا یک برنامه به پردازش یک بسته شبکه خاص علاقه دارد یا خیر. از آنجایی که فیلتر بسته در حالت هسته اجرا می شود، اگر حاوی کدهای مخربی باشد که در ساختارهای داده هسته می نویسد، می تواند یکپارچگی سیستم را به خطر بیندازد. رویکردهای سنتی برای این مشکل عبارتند از تفسیر یک زبان خاص دامنه برای فیلتر کردن بسته ها، درج بررسی در هر دسترسی حافظه ( ایزوله کردن خطای نرم افزار )، و نوشتن فیلتر به یک زبان سطح بالا که قبل از اجرا توسط هسته کامپایل می شود. این رویکردها دارای معایب عملکردی برای کدهایی هستند که اغلب مانند یک فیلتر بسته اجرا می شوند، به جز رویکرد کامپایل درون هسته ای، که تنها زمانی که کد را بارگذاری می کند، نه هر بار که اجرا می شود، کامپایل می کند.
با کد حمل اثباتی، هسته یک خط مشی امنیتی را منتشر می کند که ویژگی هایی را مشخص می کند که هر فیلتر بسته باید از آنها تبعیت کند: برای مثال، فیلتر بسته به حافظه خارج از بسته و منطقه حافظه خراش آن دسترسی نخواهد داشت. یک اثبات قضیه برای نشان دادن اینکه کد ماشین این سیاست را برآورده می کند استفاده می شود. مراحل این اثبات ضبط شده و به کد ماشینی که به بارگذار برنامه هسته داده می شود متصل می شود. سپس بارگذار برنامه می تواند به سرعت اثبات را تأیید کند و به آن اجازه می دهد تا پس از آن کد دستگاه را بدون هیچ گونه بررسی اضافی اجرا کند. اگر یک شخص مخرب یا کد ماشین یا اثبات را تغییر دهد، کد حامل اثبات به دست آمده یا نامعتبر یا بی ضرر است (هنوز مطابق با خط مشی امنیتی است).